# إميل ستوك
إميل ستوك (بالكرواتية: Emil Stock)‏ هو شخصية أعمال كرواتي، ولد في 3 أغسطس 1868 في سبليت في كرواتيا، وتوفي في 1951 في ترييستي في إيطاليا.